# Свети Илия (Радовиш)
Вижте пояснителната страница за други значения на Свети Илия.
„Свети Илия“ (на македонска литературна норма: „Свети Илија“) е възрожденска православна църква в град Радовиш, източната част на Северна Македония. Част е от Брегалнишката епархия на Македонската православна църква – Охридска архиепископия.
Църквата е построена от 1831 до 1859 година. Иконите са от XIX век от неизвестен автор. Иконостасът е частично резбован, а на царските врати, които също така са резбовани е отбелязано, че са изработени в 1843 година. Църквата няма живопис. Част от иконите се приписват на Кръсте Зограф.